# Sciapus australensis
Sciapus australensis är en tvåvingeart som först beskrevs av Ignaz Rudolph Schiner 1868.  Sciapus australensis ingår i släktet Sciapus och familjen styltflugor. Inga underarter finns listade i Catalogue of Life.